# Олександрівка-1 (Донецьк)
Олександрівка (Олександрівка-Шидлівка, Олександрівка-Шеглівка, Олександрівка-1) — одне з поселень на території сучасного Донецька .

## Загальні відомості
48°03′24″ пн. ш. 37°48′45″ сх. д. / 48.05667° пн. ш. 37.81250° сх. д.

Карта Юзівки та околиць 1911 року. Олександрівка на північ від Юзівки

Згадка про заснування Олександрівки є у дослідженні Феодосія Макар'євського «Матеріали для історико-статистичного опису Катеринославської єпархії» (Катеринослав, 1880-ч. 2.-с. 38-39). Це перша письмова згадка про поселення на території сучасного Донецька.
Слобода Олександрівка була заснована у 1779 році. Засновником поселення став поручик Євдоким Степанович Шидловський, якому була надана грамота на володіння цією місцевістю.
Євдоким Шидловський отримав 15 тисяч десятин у верхів'ях річки Кальміус, в рамках роздачі землі урядом Російської імперії в Новоросії офіцерам та чиновникам. На землях відданих Шидловському до заснування слободи в кінці 1778 вже проживали 14 чоловіків і 9 жінок. Окрім Олександрівки на території сучасного Донецька Шидловський заснував ще одне поселення — Євдокимівку.
Поселення було названо Олександрівкою-Шидлівкою на честь Олександра Євдокимовича Шидловського, старшого сина засновника. Місцеві жителі вимовляли назву як «Олександрівка-Шеглівка».
Олександрівка була волосним селом, центром Олександровської волості і належала Бахмутському повіту Катеринославської губернії. Надалі Олександрівка втратила статус волосного центру і стала входити до Григорівської волості.
В 1779 населення Олександрівки і Євдокимівки становило 46 чоловіків і 30 жінок.
В 1782 населення Олександрівки становило 341 людина: 206 чоловіків і 135 жінок.
У 1793 році в Олександрівці коштом Євдокима Степановича Шидловського була побудована церква Олександра Свірського. Ця церква є найстарішою із побудованих на території сучасного Донецька. Прикажчик Яким Терентьєв написав до Бахмутського духовного правління прохання про освячення церкви. Церкву було освячено 5 лютого 1794 року бахмутським протоієреєм Петром Пасєвським за резолюцією митрополита Катеринославського Гавриїла. Згідно з Табелем про поселення Росії поселення з парафіяльною православною церквою отримувало статус села.
Олександрівка у спадок діставалася Івану Євдокимовичу Шидловському, потім Івану Івановичу Шидловському.
З 1820 в Олександрівці діяли селянські шахти «дудки». Селяни брали у Шидловських землю в оренду та віддавали їм 1/3 видобутого вугілля. Глибина «дудок» сягала 25 метрів. До кінця 1830-х років «дудки» сумарно добували 200 000 пудів вугілля (320 тонн).
У 1837 році Ле-Пле, професор паризької гірської школи згадує про багате родовище кам'яного вугілля в селі.
В 1841 Михайло Семенович Воронцов взяв Олександрівку в оренду на 30 років у Шидловського і за його наказом тут був побудований Олександрівський рудник.
У 1850-і роки Олександрівку було продано князю Павлу Лівену.
За даними перепису 1859 в Олександрівці проживало 1091 людина, при цьому потрібно враховувати, що частина населення була з селян-втікачів і ховалася від перепису.
У 1867 році гірничий інженер А. Ф. Мевіус обґрунтував можливість будівництва металургійного заводу біля Олександрівки.
За сім кілометрів від Олександрівки у 1870—1871 роках було збудовано металургійний завод «Новоросійського товариства кам'яновугільного, залізного та рейкового виробництв». У 1871 році «Новоросійське товариство кам'яновугільного, залізного та рейкового виробництв» орендувало у Лівена Олександрівку, а в 1889 купило її.
У 1911 році в селі було 10 лавок, торговельний оборот яких складав 3 тисячі рублів на
рік.
У 1926 році Олександрівка-1 увійшла до міської межі Сталіно.
На території сучасного Донецька Олександрівка відповідає північно-східній частині Київського району (район Партизанського проспекту).
Донецька міська рада у 2005 році клопотала перед Кабінетом міністрів України про те, щоб перенести офіційну дату заснування Донецька з 1869 року на 1779 рік — дату заснування Олександрівки. Інститут історії України Національної Академії Наук розглянув документи і залишив 1869 як дату заснування міста, аргументуючи це тим, що для датування потрібен правовий акт, в якому відображено початок проектування та будівельних робіт, а такий акт є тільки для заводського селища металургійного заводу «Новоросійського товариства кам'яновугільного, залізного та рейкового виробництв».